# Vasikkasaari (ö i Finland, Södra Savolax, S:t Michel, lat 61,43, long 26,91)
Vasikkasaari är en ö i Finland. Den ligger i sjön Kallavesi och i kommunen Mäntyharju i den ekonomiska regionen  S:t Michel och landskapet Södra Savolax, i den södra delen av landet, 170 km nordost om huvudstaden Helsingfors. Öns area är 1 hektar och dess största längd är 160 meter i sydväst-nordöstlig riktning.